# Вестфілд (селище, Нью-Йорк)
Вестфілд (англ. Westfield) — селище (англ. village) в США, в окрузі Чотоква штату Нью-Йорк. Населення — 2910 осіб (2020).

## Географія
Вестфілд розташований за координатами 42°19′19″ пн. ш. 79°34′29″ зх. д. / 42.32194° пн. ш. 79.57472° зх. д. (42.321871, -79.574754).  За даними Бюро перепису населення США в 2010 році селище мало площу 9,90 км², уся площа — суходіл.

## Демографія
Згідно з переписом 2010 року, у селищі мешкали 3224 особи в 1315 домогосподарствах у складі 827 родин. Густота населення становила 326 осіб/км².  Було 1470 помешкань (148/км²).
Расовий склад населення:
| - 96,6 % — білих - 0,5 % — чорних або афроамериканців - 0,5 % — азіатів - 0,1 % — корінних американців - 1,0 % — осіб інших рас |

До двох чи більше рас належало 1,3 %. Частка іспаномовних становила 3,9 % від усіх жителів.
За віковим діапазоном населення розподілялося таким чином: 20,9 % — особи молодші 18 років, 58,4 % — особи у віці 18—64 років, 20,7 % — особи у віці 65 років та старші. Медіана віку мешканця становила 45,8 року. На 100 осіб жіночої статі у селищі припадало 89,3 чоловіків;  на 100 жінок у віці від 18 років та старших — 87,2 чоловіків також старших 18 років.
Середній дохід на одне домашнє господарство  становив 53 006 доларів США (медіана — 46 370), а середній дохід на одну сім'ю — 65 379 доларів (медіана — 61 250). Медіана доходів становила 42 054 долари для чоловіків та 30 461 долар для жінок. За межею бідності перебувало 13,5 % осіб, у тому числі 22,5 % дітей у віці до 18 років та 10,2 % осіб у віці 65 років та старших.
Цивільне працевлаштоване населення становило 1459 осіб. Основні галузі зайнятості: освіта, охорона здоров'я та соціальна допомога — 35,0 %, виробництво — 16,8 %, мистецтво, розваги та відпочинок — 9,7 %, роздрібна торгівля — 8,7 %.